# Tianlong, Guizhou
Tianlong (kinesiska: 天龙)  är en köping i sydvästra Kina. Den ligger i stadsdistriktet Pingba i staden Anshun i provinsen Guizhou, omkring 57 kilometer sydväst om provinshuvudstaden Guiyang. Antalet invånare vid folkräkningen 2010 var 20 732.